# Lithophane brachyptera
Lithophane brachyptera là một loài bướm đêm trong họ Noctuidae.